# Нейроне
Нейроне (італ. Neirone, ліг. Neion) — муніципалітет в Італії, у регіоні Лігурія,  метрополійне місто Генуя.
Нейроне розташоване на відстані близько 390 км на північний захід від Рима, 21 км на схід від Генуї.
Населення — 943 особи (2014).

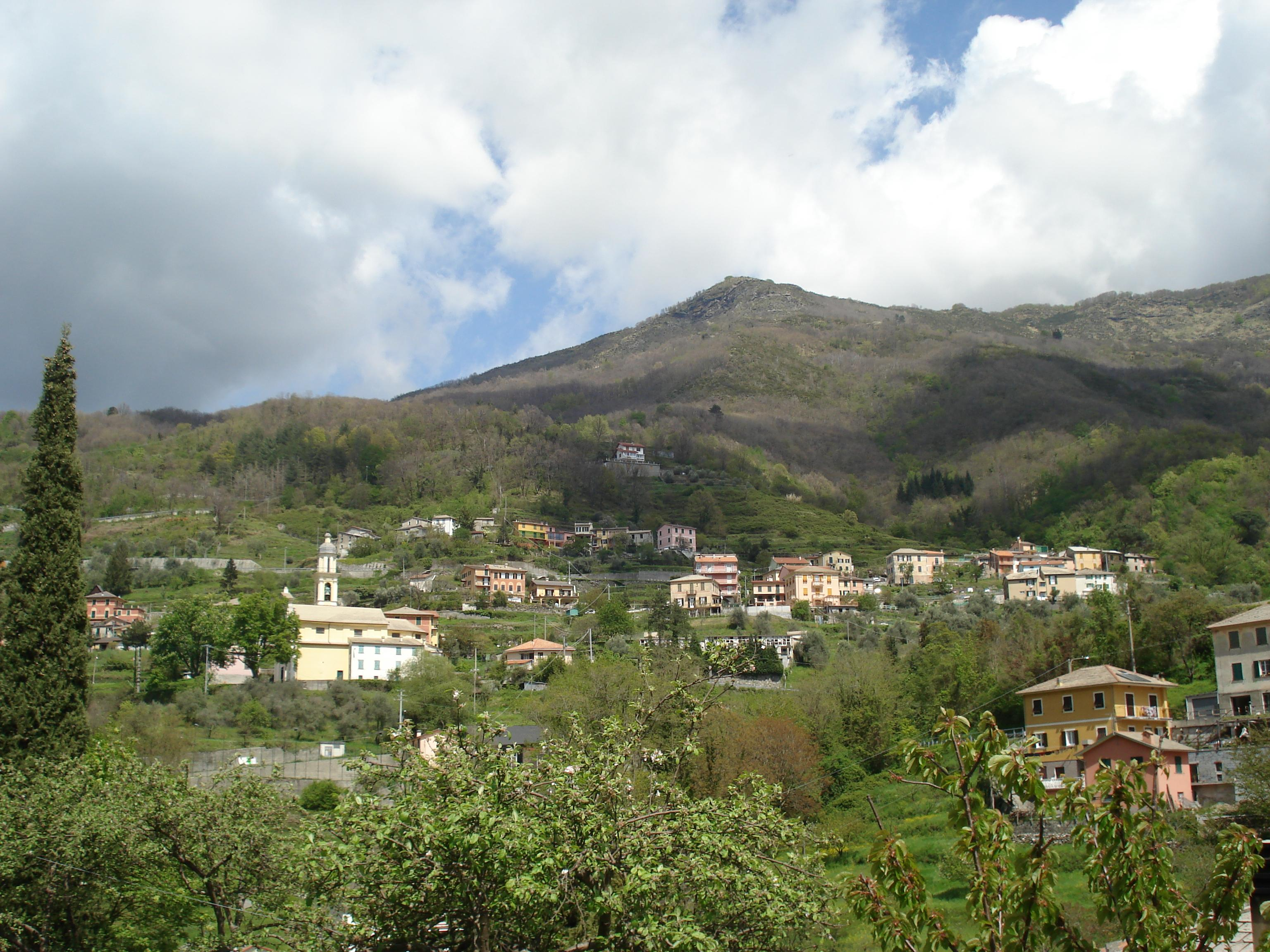

Щорічний фестиваль відбувається 22 вересня. Покровитель — San Maurizio martire.

## Демографія
Населення за роками:

Станом на 1 січня 2023 року в муніципалітеті офіційно проживало 37 іноземців з 16 країн, серед них 12 громадян країн Євросоюзу та 3 громадяни України.

## Сусідні муніципалітети
- Фавале-ді-Мальваро
- Лорсіка
- Лумарцо
- Моконезі
- Торрилья
- Трибонья
- Ушіо